# Külsővat
Külsővat je vesnice v Maďarsku v župě Veszprém, spadající pod okres Pápa. Nachází se těsně u hranice župy Veszprém s župou Vas. Nachází se asi 6 km severovýchodně od Celldömölku, 18 km jihozápadně od Pápy, 23 km severovýchodně od Sárváru, 24 km severovýchodně od Jánosházy a 30 km severozápadně od Devecseru. V roce 2015 zde žilo 810 obyvatel, z nichž 88 % tvoří Maďaři.
Kromě hlavní části zahrnuje Külsővat i malé části Bánhalmapuszta, Fűztópuszta a Kavicsosmajor.
Külsővat leží podél silnice 834. Je přímo silničně spojen s obcemi Adorjánháza, Marcalgergelyi, Mersevát, Nemesszalók a Vinár. Poblíže Külsővatu protéká řeka Marcal a potok Gergelyi, který se do ní vlévá.
V Külsővatu se nachází katolický kostel Antiochiai Szent Margit-templom, evangelický kostel a kaple sv. Anny. Je zde též muzeum Külsővati Helytörténeti Kiállítóhely, hřbitov, hřiště, dva parky, dva obchody a hospoda.